# Občine
Za lokalno skupnost glej Občina.
Občine so naselje v občini Trebnje.
Občine so gručasto naselje vrh griča na robu Suhe krajine. Ker so pogoji za kmetijstvo slabi so v preteklosti na njivah pridelovali pridelke le za domačo oskrbo, ukvarjali pa so se tudi z mesno živinorejo. Med zadnjo vojno so imeli tu postojanko belogardisti, požgani pa so bili le kozolci. 
V vasi je ohranjena Jurjeva domačija, muzej na prostem in spomenik lokalnega pomena, v njej pa vlada duh preteklosti in prepletenost spominov z novimi odkritji. Je gručastega tipa, sestavljajo pa jo pritlična kmečka hiša s črno kuhinjo, hišo, kamro, »štiblcem« in lesenim svinjakom, stranišče »na štr'bunk«, lesena kašča, skedenj, vodnjak, brajda in sadovnjak.